# (30779) Sankt-Stephan
(30779) Sankt-Stephan (1987 UE1) – planetoida z pasa głównego asteroid okrążająca Słońce w ciągu 3 lat i 187 dni w średniej odległości 2,31 j.a. Została odkryta 17 października 1987 roku.